# Onthophagus magnini
Onthophagus magnini là một loài bọ cánh cứng trong họ Bọ hung (Scarabaeidae).